# Segunda Categoría de Sucumbíos 2015
El Campeonato Provincial de Segunda Categoría de Sucumbíos 2015 fue un torneo de fútbol en Ecuador en el cual compitieron equipos de la provincia de Sucumbíos. El torneo fue organizado por la Asociación de Fútbol No Amateur de Sucumbíos (AFNAS) y avalado por la Federación Ecuatoriana de Fútbol. El torneo empezó el 21 de junio y finalizó el 12 de julio. Participaron 4 clubes de fútbol y entregó dos cupos a los zonales de la Segunda Categoría 2015 por el ascenso a la Serie B.

## Sistema de campeonato
El sistema determinado por la Asociación de Fútbol No Amateur de Sucumbíos fue el siguiente:
- Primera fase: La primera constó con los 4 equipos establecidos y el formato fue de todos contra todos en partidos de ida y vuelta (6 fechas).

- Segunda fase: Dicha etapa se jugó semifinales entre los 4 equipos, es decir el mejor ubicado contra el cuarto ubicado de la tabla general y el segundo de la tabla ante el tercero en partidos de ida.

- Tercera fase: En la tercera etapa se jugó una final a único partido entre los ganadores de las semifinales ambos estuvieron clasificados a los zonales de Segunda Categoría 2015 y definieron al campeón de Sucumbios 2015.

## Equipos participantes
| Equipos participantes                          | Equipos participantes | Equipos participantes  |
| ---------------------------------------------- | --------------------- | ---------------------- |
|                                                |                       |                        |
| Equipo                                         | Ciudad                | Estadio                |
| Club Social Cultural y Deportivo Caribe Junior | Lago Agrio            | Estadio Carlos Vernaza |
| Club Social Cultural y Deportivo Chicos Malos  | Lago Agrio            | Estadio Carlos Vernaza |
| Club Social y Deportivo Consejo Provincial     | Lago Agrio            | Estadio Carlos Vernaza |
| Club Deportivo Oriental                        | Shushufindi           | Estadio Carlos Vernaza |

## Equipos por cantón
| Cantón      | N.º | Equipos                                          |
| ----------- | --- | ------------------------------------------------ |
| Lago Agrio  | 3   | Caribe Junior, Chicos Malos y Consejo Provincial |
| Shushufindi | 1   | Deportivo Oriental                               |

## Clasificación
|  |    | Equipo             | PJ | PG | PE | PP | GF | GC | DG  | PTS |
|  | -- | ------------------ | -- | -- | -- | -- | -- | -- | --- | --- |
|  | 1. | Chicos Malos       | 6  | 3  | 3  | 0  | 30 | 9  | +21 | 12  |
|  | 2. | Caribe Junior      | 6  | 3  | 3  | 0  | 13 | 6  | +7  | 12  |
|  | 3. | Consejo Provincial | 6  | 1  | 1  | 4  | 9  | 30 | −21 | 4   |
|  | 4. | Deportivo Oriental | 6  | 1  | 1  | 4  | 13 | 20 | −7  | 1   |

## Evolución de la clasificación
| Equipo / Jornada   | 01 | 02 | 03 | 04 | 05 | 06 |
| ------------------ | -- | -- | -- | -- | -- | -- |
| Chicos Malos       | 1  | 1  | 1  | 1  | 1  | 1  |
| Caribe Junior      | 2  | 2  | 2  | 2  | 2  | 2  |
| Consejo Provincial | 3  | 3  | 3  | 3  | 3  | 3  |
| Deportivo Oriental | 4  | 4  | 4  | 4  | 4  | 4  |

## Resultados

### Primera vuelta
|  | Chicos Malos       | 5 - 3 | Deportivo Oriental |  | Carlos Vernaza | 21 de junio | 13:00 |
|  | Consejo Provincial | 2 - 2 | Caribe Junior      |  | Carlos Vernaza | 21 de junio | 15:00 |

|  | Caribe Junior | 3 - 2 | Deportivo Oriental |  | Carlos Vernaza | 24 de junio | 13:00 |
|  | Chicos Malos  | 7 - 0 | Consejo Provincial |  | Carlos Vernaza | 24 de junio | 15:00 |

|  | Chicos Malos       | 0 - 0 | Caribe Junior      |  | Carlos Vernaza | 28 de junio | 13:00 |
|  | Deportivo Oriental | 2 - 4 | Consejo Provincial |  | Carlos Vernaza | 28 de junio | 15:00 |

### Segunda vuelta
|  | Consejo Provincial | 0 - 1 | Deportivo Oriental |  | Carlos Vernaza | 5 de julio | 13:00 |
|  | Caribe Junior      | 0 - 0 | Chicos Malos       |  | Carlos Vernaza | 5 de julio | 15:00 |

|  | Chicos Malos       | 14 - 2 | Consejo Provincial |  | Carlos Vernaza | 8 de julio | 13:00 |
|  | Deportivo Oriental | 1 - 4  | Caribe Junior      |  | Carlos Vernaza | 8 de julio | 15:00 |

|  | Caribe Junior      | 4 - 1 | Consejo Provincial |  | Carlos Vernaza | 12 de julio | 13:00 |
|  | Deportivo Oriental | 4 - 4 | Chicos Malos       |  | Carlos Vernaza | 12 de julio | 15:00 |

## Fase final
|  | Semifinales | Semifinales        | Semifinales |                    |   | Final         | Final | Final |  |
|  |             |                    |             |                    |   |               |       |       |  |
|  |             |                    |             |                    |   |               |       |       |  |
|  | 2           | Caribe Junior      | 5           |                    |   |               |       |       |  |
|  | 2           | Caribe Junior      | 5           |                    |   |               |       |       |  |
|  | 3           | Consejo Provincial | 2           |                    |   |               |       |       |  |
|  | 3           | Consejo Provincial | 2           |                    |   | Caribe Junior | 4     |       |  |
|  |             |                    |             |                    |   | Caribe Junior | 4     |       |  |
|  |             |                    |             | Deportivo Oriental | 0 |               |       |       |  |
|  | 4           | Deportivo Oriental | 2 (5)       | Deportivo Oriental | 0 |               |       |       |  |
|  | 4           | Deportivo Oriental | 2 (5)       |                    |   |               |       |       |  |
|  | 1           | Chicos Malos       | 2 (4)       |                    |   |               |       |       |  |
|  | 1           | Chicos Malos       | 2 (4)       |                    |   |               |       |       |  |
|  |             |                    |             |                    |   |               |       |       |  |

### Campeón
|                                                                                |
| Caribe Junior 6.° título Clasifica a los zonales de la Segunda Categoría 2015. |
| También clasifica Deportivo Oriental como subcampeón.                          |